# The Dinner Party
The Dinner Party és el títol d'una instal·lació de l'artista feminista Judy Chicago. Àmpliament considerada com la primera obra d'art feminista èpica, funciona com una història simbòlica de la dona en la civilització occidental. Hi trobem 39 serveis disposats al llarg d'una taula en forma triangular, les comensals són 39 dones cèlebres, pertanyents a la mitologia o a la història. Així entre les convidades hi trobem noms com Gea, Safo, Susan B. Anthony, Virginia Woolf o Sojourner Truth.
Cada servei és un homenatge dedicat a una dona cèlebre, i inclou un plat pintat a mà de ceràmica, coberts de ceràmica, un calze, un tovalló amb marges daurats i unes estovalles brodades amb el seu nom. La taula es troba damunt d'un terra/plataforma, anomenada Patrimoni, enrajolat amb més de 2.000 rajoles blanques amb forma de triangle, en les quals s'hi pot llegir el nom de 999 dones que han marcat una fita important en la història.
L'execució de l'obra va durar 5 anys, entre 1974 i 1979. I tot i la seva dimensió va realitzar una gira internacional i va recórrer un total de sis països, va estar exposada en 16 seus diferents, i va la van visitar un total de 15 milions d'espectadors. El 1996 va ser retirada i sotmesa a un procés de restauració. Des del 2007 està exposada de forma permanent al Centre d'Art Feminista Elisabeth A. Sackler del Museu de Brooklyn a Nova York.

## Sobre l'obra
The Dinner Party va ser una obra creada per l'artista Judy Chicago amb la col·laboració de nombroses voluntàries i voluntaris. L'objectiu final de l'obra era 
“finalitzar el cicle d'invisibilització al que han estat sotmeses les dones al llarg de la història”.
La taula té forma de triangle equilàter i fa 14.63m per costat. A cada costat del triangle hi ha disposat 13 serveis individuals, en total 39 al llarg de tota la taula. La primera taula acull dones des de la Prehistòria fins a l'Imperi Romà, la segona des dels inicis del cristianisme fins a la Reforma i la tercera de la Revolució Americana fins al moment de la creació de l'obra..

## Sobre l'execució
Es va tardar cinc anys a finalitzar l'obra, i va tenir un cost de 250.000 dòlars, que no inclou el treball dels voluntaris. Es va començar amb un grup de 25 voluntàries. Aquesta plantilla inicial es va anar ampliant a mesura que avançaven els treballs, finalment hi van participar uns 400 voluntaris, 125 dels quals van col·laborar més intensament els darrers 3 anys del projecte. Tot i el gran nombre de mans que hi treballen, el disseny era obra en exclusiva de Judy Chicago, així com les decisions finals sobre qualsevol aspecte de l'obra.
Al principi de l'obra el disseny dels plats era pla, però a  mesura que avança el projecte van adquirint volum i forma. Paral·lelament al treball manual es va dur a terme una tasca de documentació, publicació i exposició de tres llibres per proporcionar informació bàsica sobre cada dona inclosa en el projecte.
La forma triangular no és escollida a l'atzar, té molta importància, ja que tradicionalment ha estat vinculada a la feminitat. Pel que fa al número 13, fa referència a les persones que van assistir a l'últim sopar (de Jesucrist), es tracta d'una comparació important, ja que en aquest sopar només hi van assistir homes.

## Sobre les dones representades a la taula
La primera ala de la taula està dedicada a les Deesses de la Prehistòria fins Hipàcia, a l'època de l'imperi Romà. Aquesta secció abraça el sorgiment i la decadència del món clàssic. La llista de les dones que s'inclouen en aquesta taula són: Deessa mare, Deessa de la fertilitat, Ixtar, Kali, Deessa serp, Sofia, Amazones, Hatxepsut, Judit, Safo de Lesbos, Aspàsia de Milet, Boudica i Hipàcia.
La segona ala de la taula comença amb el sorgiment del cristianisme i finalitza al segle xvii en època de la Reforma. Les dones d'aquesta ala són: Marcel·la de Roma, Brígida d'Irlanda, Teodora, Roswitha de Gandersheim, Trotula de Ruggiero, Elionor d'Aquitània, Hildegarda de Bingen, Petronilla de Meath, Christine de Pisan, Isabel d'Este, Elisabet I d'Anglaterra, Artemisia Gentileschi i Anna Maria van Schurman.
A la tercera es representa l'era de la revolució, comença i recorre tot el segle xx. Les dones que s'hi representen són: Anne Hutchinson, Sacajawea, Caroline Herschel, Mary Wollstonecraft, Sojourner Truth, Susan B. Anthony, Elizabeth Blackwell, Emily Dickinson, Ethel Smyth, Margaret Sanger, Natalie Clifford Barney, Virginia Woolf i Georgia O'Keeffe.

## Sobre les dones representades a la plataforma del Patrimoni
La plataforma està sota la taula, i inclou els noms de 999 dones inscrits sobre les rajoles de ceràmica. En total són 2304 rajoles en forma triangular. Els noms estan escrits amb el tipus d'escriptura cursiva Palmer. Les dones que configuren aquesta plataforma han de tenir un o diversos d'aquest requisits:
- Haver fet una valuosa contribució a la societat
- Haver treballar per millorar la condició de les dones
- La seva vida i la seva obra han servit per il·luminar aspectes significatius de la història de les dones
- Han proporcionat un model per una futur més igualitari.

La instal·lació anava acompanyada d'una sèrie de panels informatius en els quals s'explicaven les funcions de cada nom que apareix a terra i el motiu pel qual s'associa a un servei/convidada o a una altra.

## Crítica
The Dinner Party va provocar moltes opinions enfrontades entre el públic, però sobretot entre la crítica. Mentre que algunes crítiques més properes al feminisme l'elogiaven, com és el cas de Lucy R. Lippard, altres van ser molt més crítics inclús barroers a l'hora de valorar l'obra. És el cas de Hilton Kramer, que va declarar que l'obra era “una vulgaritat”, “kitch” o “més apropiat per una campanya publicitària que per una obra d'art”. Altres crítiques que es van fer a l'obra de Judy Chicago van ser que no havia tingut en compte les dones negres. J. Hortense Spillers va criticar que només inclogués una dona negra dins del seu projecte, Sojourner Truth.